# Dragovita
Dragovita (en serbe cyrillique et en bulgare : Драговита) est un village de Serbie situé dans la municipalité de Dimitrovgrad, district de Pirot. Au recensement de 2011, il comptait 43 habitants.

## Démographie

### Évolution historique de la population
| 1948 | 1953 | 1961 | 1971 | 1981 | 1991 | 2002 | 2011 |
| ---- | ---- | ---- | ---- | ---- | ---- | ---- | ---- |
| 938  | 953  | 719  | 467  | 186  | 95   | 81   | 43   |

|  |